# Cladosporium funiculosum
Cladosporium funiculosum är en svampart som beskrevs av W. Yamam. 1959. Cladosporium funiculosum ingår i släktet Cladosporium och familjen Davidiellaceae.   Inga underarter finns listade i Catalogue of Life.